# Bānsi
Bānsi är en ort i Indien.   Den ligger i distriktet Siddharthangar och delstaten Uttar Pradesh, i den nordöstra delen av landet, 600 km öster om huvudstaden New Delhi. Bānsi ligger 91 meter över havet och antalet invånare är 39 926.
Terrängen runt Bānsi är mycket platt. Runt Bānsi är det tätbefolkat, med 849 invånare per kvadratkilometer. Det finns inga andra samhällen i närheten. Trakten runt Bānsi består till största delen av jordbruksmark.